# 940
Évszázadok: 9. század – 10. század – 11. század
Évtizedek: 890-es évek – 900-as évek – 910-es évek – 920-as évek – 930-as évek – 940-es évek – 950-es évek – 960-as évek – 970-es évek – 980-as évek – 990-es évek
Évek: 935 – 936 – 937 – 938 –  939 – 940 – 941 – 942 – 943 – 944 – 945

## Események

### Európa
- Egy magyar csapat Dél-Itáliában, Róma környékén fosztogat, majd miután vereséget szenvednek Josephus sabinai gróftól, hazatérnek.
- Ottó német király megszállja Lotaringiát és öccsét, Henriket kinevezi a tartomány hercegévé. Henrik azonban képtelen érvényesíteni akaratát a lotaringiai nemességgel szemben, ezért a király inkább Ottó verduni grófra testálja a hercegi címet.
- Hogy IV. Lajos nyugati frank királlyal is elfogadtassa Lotaringia elvesztését, Ottó király lázadó frank főurak segítségével megostromolja és elfoglalja Reimset. Elűzi Artald reimsi érseket és helyére az egyik főúr, Vermandois-i Herbert fiát, Hugót nevezi ki érsekké. Egy másik frank herceg, Nagy Hugó hűséget esküszik Ottónak. IV. Lajos a megerődített Laon városába húzódik vissza, amelyet sikertelenül ostromolnak.
- A provence-i Fraxinetum erődjébe befészkelt szaracénok kifosztják Fréjust és Toulont.
- Olaf Guthfrithson northumbriai viking király betör Merciába, hogy visszaszerezze az angolszászok által elfoglalt városokat. Leicesternél találkozik Edmund angol király seregével, de egyházi közvetítéssel elkerülik a csatát és a hagyományosan a vikingek uralma alá tartozó öt város (Lincoln, Leicester, Nottingham, Stamford és Derby) visszakerül hozzájuk.

### Abbászida Kalifátus
- 31 éves korában meghal al-Rádí kalifa, az utolsó kalifa, amelyiknek még volt némi tényleges (bár erősen limitált) hatalma. Utódai már csak bábok az egymással vetélkedő főurak kezében. Az aktuális "emírek emírje", a török Badzskam al-Rádí féltestvérét, al-Muttakít választatja meg kalifának.

## Születések
- június 10. – Abu l-Vafá Muhammad ibn Muhammad al-Búzdzsáni, perzsa matematikus és csillagász
- Abu-Mahmúd al-Hudzsandí, perzsa matematikus és csillagász
- Abu Szahl al-Kúhí, perzsa matematikus és csillagász
- Al-Bákillání, arab teológus és filozófus
- III. Balduin, flandriai gróf
- Eadwig, angol király
- Firdauszí, perzsa költő
- III. Henrik, bajor herceg
- I. Lipót, osztrák őrgróf
- Willigis, mainzi érsek

## Halálozások
- március 25. – Taira no Maszakado, japán főúr, trónkövetelő
- december 23. – Al-Rádí, abbászida kalifa
- II. Atenulf, beneventói herceg

## Fordítás
- Ez a szócikk részben vagy egészben  a(z)   940 című angol Wikipédia-szócikk ezen változatának fordításán alapul.  Az eredeti cikk szerkesztőit annak laptörténete sorolja fel. Ez a jelzés csupán a megfogalmazás eredetét és a szerzői jogokat jelzi, nem szolgál a cikkben szereplő információk forrásmegjelöléseként.